# Monohelea andersoni
Monohelea andersoni är en tvåvingeart som beskrevs av Wirth och Eileen D. Grogan 1981. Monohelea andersoni ingår i släktet Monohelea och familjen svidknott.
Artens utbredningsområde är Maryland. Inga underarter finns listade i Catalogue of Life.